# Пажи, Антуан
Антуан Пажи́ (фр. Antoine Pagi; 31 марта 1624, Ронь (фр. Rognes) — 5 июня 1699, Экс-ан-Прованс) — французский церковный историк и религиозный деятель, монах-францисканец.
Духовное образование получил в иезуитском колледже в Экс-ан-Провансе, после чего поступил в монастырь францисканцев-конвентуалов в Арле. В духовный сан был рукоположён 31 января 1641 года. В возрасте 29 лет получил сан провинциала и служил в нём сорок лет. Своё свободное время посвящал изучению церковной истории. Его главным делом было редактирование и исправление ошибок в труде «Annales ecclesiastici» Чезаре Баронио.
Результатом этой работы стала «Critica historico-theologica in universos annales ecclesiasticos em. et rev. Caesaris Card. Baronii», первый том которой был издан в Париже в 1689 году; до конца жизни он успел подготовить ещё три тома. Работа была окончена его племянником Франсуа Пажи (англ. François Pagi; 1654—1721), также францисканцем (Антверпен, 1705), написавшим четвёртый том, и вновь издана в исправленном виде (4 тома, Антверпен, 1724). Последний написал также историю пап, доходящую до 1447 года, под заглавием «Breviarium historico-chronologico-criticum» (Антверпен, 1717—1724).